# Castelo (kommun)
Castelo är en kommun i Brasilien.   Den ligger i delstaten Espírito Santo, i den sydöstra delen av landet, 900 km sydost om huvudstaden Brasília. Antalet invånare är 34 826.
Följande samhällen finns i Castelo:
- Castelo

Omgivningarna runt Castelo är huvudsakligen savann. Runt Castelo är det ganska tätbefolkat, med 52 invånare per kvadratkilometer.